# Giuseppe Branca
Giuseppe Branca (La Maddalena, 21 marzo 1907 – Pesaro, 14 agosto 1987) è stato un giurista e politico italiano.

## Biografia
Laureatosi in Giurisprudenza all'Università degli Studi di Roma, è stato docente di diritto romano all'Università degli Studi di Urbino, dal 1934 al 1937, di cui fu anche Rettore dal 1944 al 1947.
Insegnò successivamente negli Atenei di Messina, Trieste, Bologna, Padova, Modena, Roma.
Il 2 luglio 1959 è stato eletto giudice della Corte costituzionale dal Parlamento in seduta comune, giurando il 9 luglio 1959.
Il 10 maggio 1969 è stato eletto presidente della Corte Costituzionale, e abbandonò la carica il 9 luglio 1971.
Pubblicò numerosi articoli di diritto romano, diritto civile, diritto costituzionale e diritto del lavoro, prevalentemente nei periodici Rivista Italiana di Scienze Giuridiche e nel Foro Italiano.
Fu eletto senatore nel 1971, nel gruppo della Sinistra indipendente, e confermato anche per le due successive legislature.
Fu curatore, con Alessandro Pizzorusso, del Commentario della Costituzione.
È morto il 14 agosto 1987, all'età di 80 anni.